# Yandex (editor de mapas)
O Yandex.Editor de mapas foi um serviço criado pelo Yandex em abril de 2010, com o intuito de, através do mapeamento colaborativo, expandir e melhorar a cartografia do Yandex Mapas.
O principal objetivo do projeto adquirir dados cartográficos (mapeamento) de alta qualidade para que sejam publicados no já existente serviço denominado Yandex Mapas. Saliente-se que as mudanças ou inserções feitas no "Yandex.Editor de mapas" não refletidas instantaneamente no Yandex Mapas.

## Interface
Os usuários podem desenhar ou alterar ruas, estradas, linhas de caminho-de-ferro, rios, parques, lagoas, etc bem como adicionar ou modificar informações e características de pontos de interesse, tais como igrejas, aeroportos, empresas e serviços locais, serviços públicos, atividades recreativas e assim por diante. 
A interface é idêntica ao do Yandex Mapas e contém, além das funções de zoom, ativação de imagens de satélite, etc. Os usuários contribuidores possuem ferramentas de edição de informação espacial. 
Numa tentativa de garantir dados de alta qualidade e confiáveis, os dados inseridos por usuários novatos precisam ser moderados por usuários mais experientes. Esse sistema tem como objetivo também evitar vandalismo e imprecisões. A medida que o usuário vai contribuindo e suas inversões ou modificações sendo aprovadas, as restrições sobre ele(a) vão diminuindo e, a critério do sistema, poderão ser aprovadas sem moderação. Grandes inserções ou alterações talvez possam demorar um pouco para aparecer pois o servidor pode ficar ocupado no processamento.

## Ao vivo
O Ao vivo é uma página que mostra ao vivo as últimas edições enviadas pelos usuários.